# Ráhkotjåhkkå
Ráhkotjåhkkå, enligt tidigare ortografi Rakotjåkko, är ett 1 312 meter högt berg i västra delen av Padjelanta Natura 2000-område. Berget ligger både i Jokkmokks kommun i Norrbottens län (Lappland) samt Sørfold kommun i Nordland fylke, Norge. I Norge har man valt Rágotjåhkkå som bergets namn.
Högsta toppen ligger på norska sidan av Gränsen mellan Sverige och Norge 305 meter från riksröse 242 (Rr 242). Riksröset står på en av de traktatspunkter i Strömstadstraktaten från 1751 som definierar riksgränsen mot Norge och är samtidigt bergets högsta punkt i Sverige - 1303 meter över havet. Rr 242 uppfördes 1762 och fick då namnet Ragorøysa. Hjärtstenens inskription anger årtalet 1896 vilket beror på att den ursprungliga hjärtstenen gått sönder, sannolikt efter att ha blåst omkull..  
Bergets namn har genomgått tre ortografier:
| Generalstabskartan 1890 | Topografiska kartan 1969 | Fjällkartan 2001 |
| ----------------------- | ------------------------ | ---------------- |
| Rakkoktjåkko            | Rakotjåkko               | Ráhkotjåhkkå     |

## Övrigt
Ráhkotjåhkkå är inte svår att bestiga om man undviker de branta norra och västra sidorna. Från toppen har man utsikt mot Virihávrre i öster och Rago i väster som den norska delen av Ráhkotjåhkkå tillhör.
På södra sidan av Ráhkotjåhkkå ligger glaciären Rágojiegŋa som under de senaste decennierna minskat avsevärt i storlek enligt flygfoton över området.
Det bedrevs malmletning på norska sidan av Ráhkotjåhkkå under åren 1916 till 1918. Man hittade blyglans, zink och silver och man planerade en större gruvdrift i området. När första världskriget var slut avbröts brytningen eftersom malmpriserna sjönk. Dessutom hade gruvgången kommit in på svenska sidan redan efter 50 meter på grund av dålig gränsmarkering på den tiden. Ingången till gruvan ligger högt upp på nordvästra sidan av berget.
På södra sidan av berget passerar även en markerad led - Linnéruta - som går mellan Virihávrre och Andkjelvatnet i Norge. Linné ska ha gått den sträckan under sin lappländska resa år 1732, därav ledens namn.

## Galleri

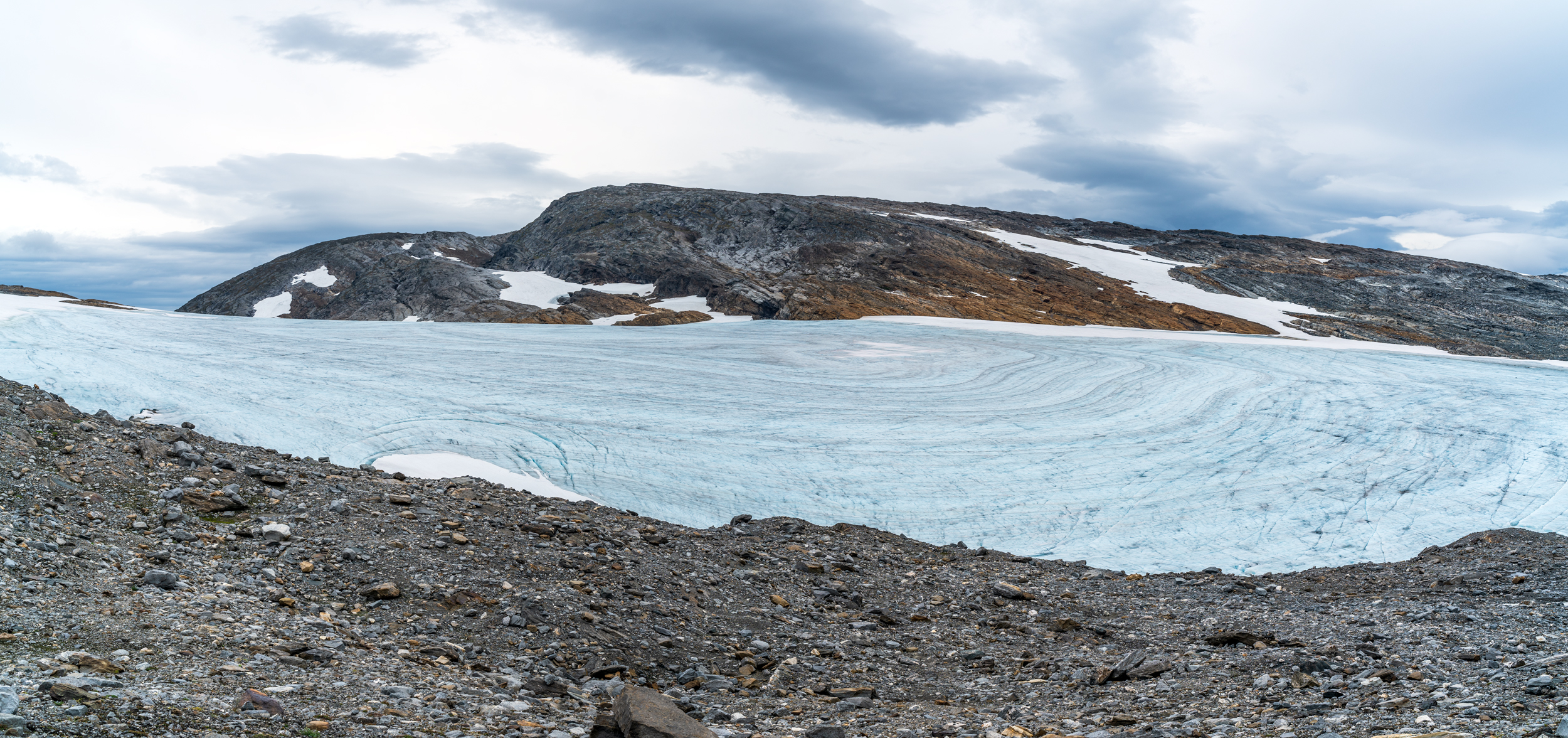
Södra sidan av Ráhkotjåhkkå och Rágojiegŋa.
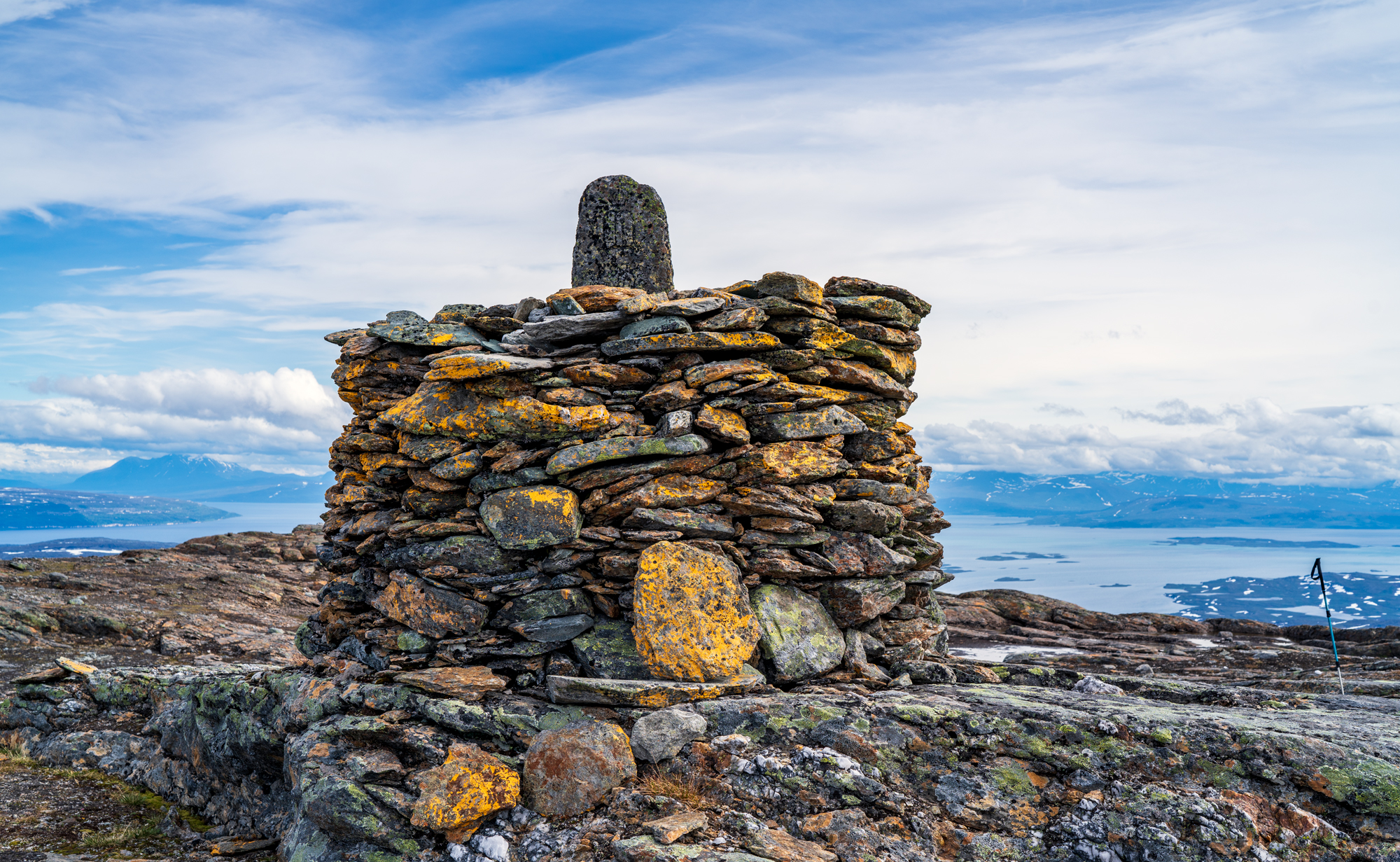
Riksröse 242 - vy mot öster.
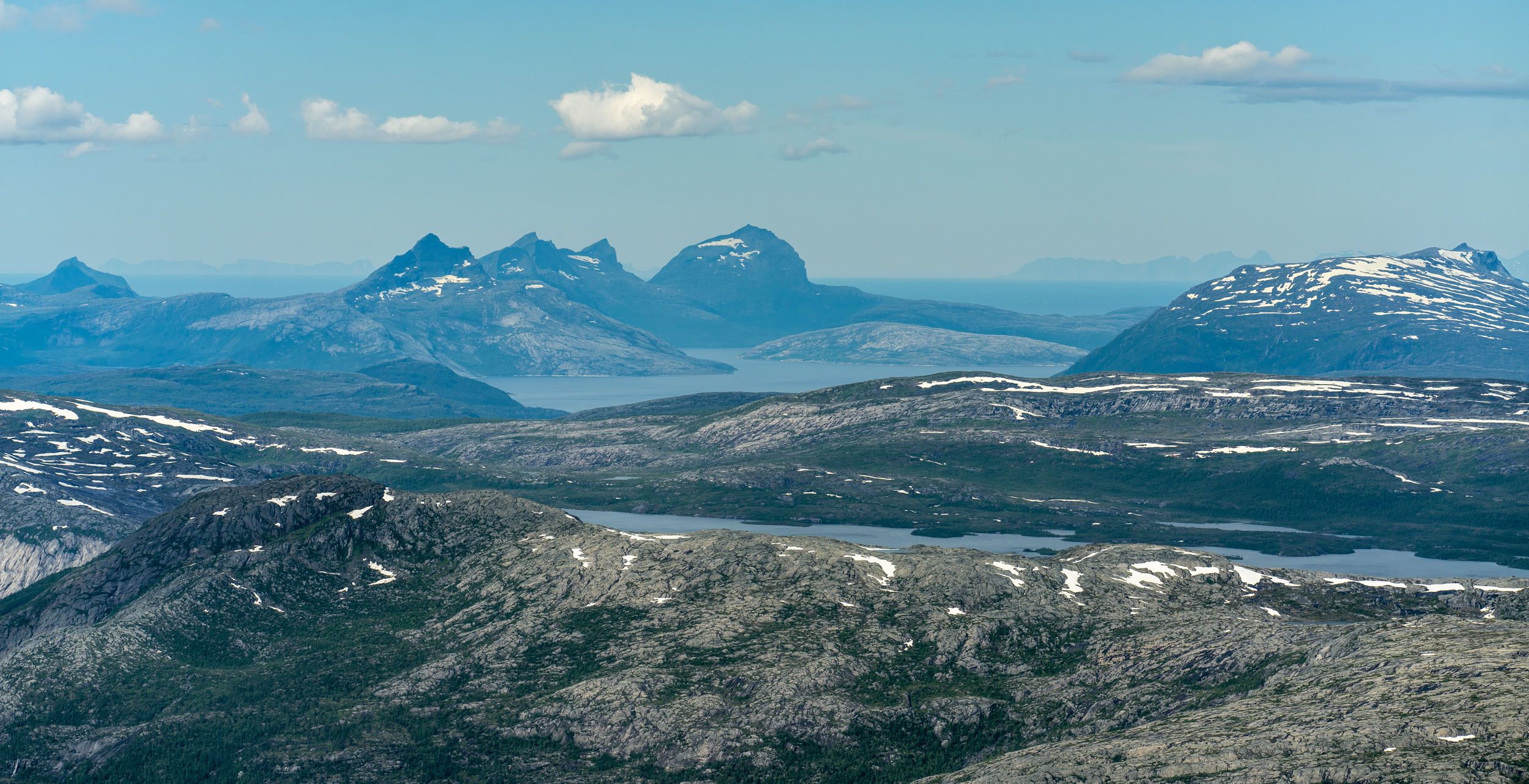
Vy mot väster där man kan se Sørfolda, Atlanten och Lofoten.
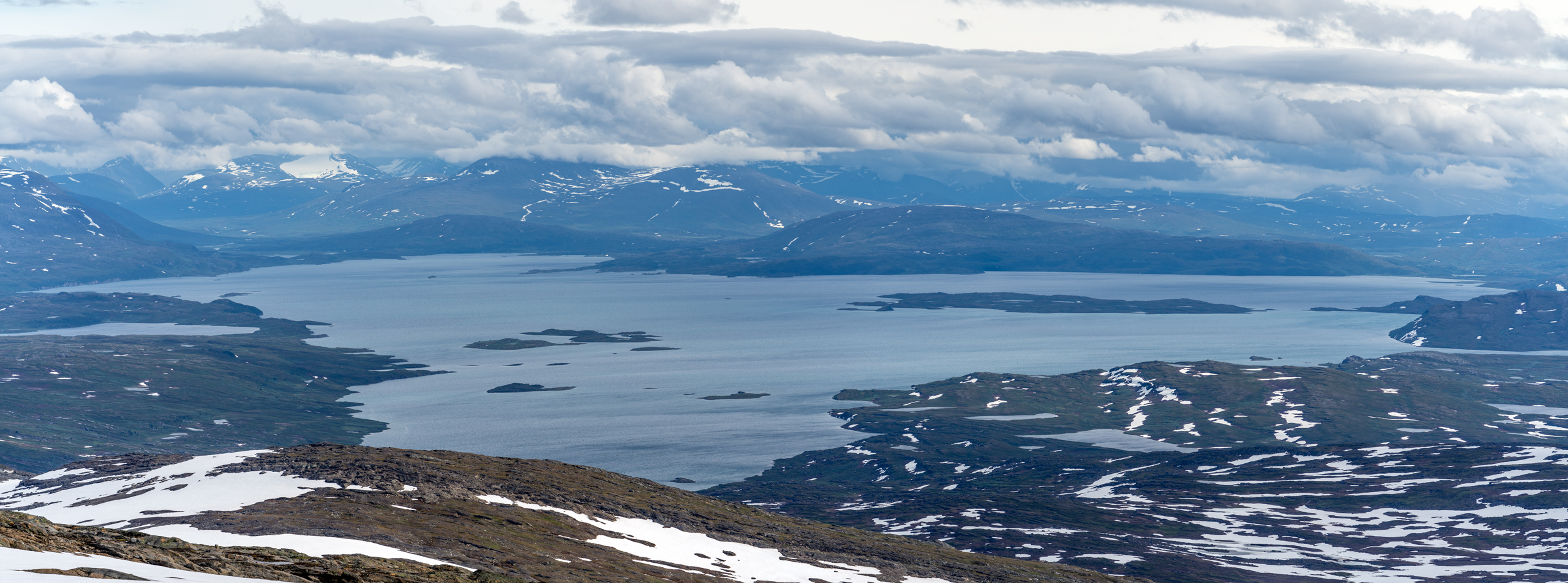
Vy mot Virihávrre i öster.
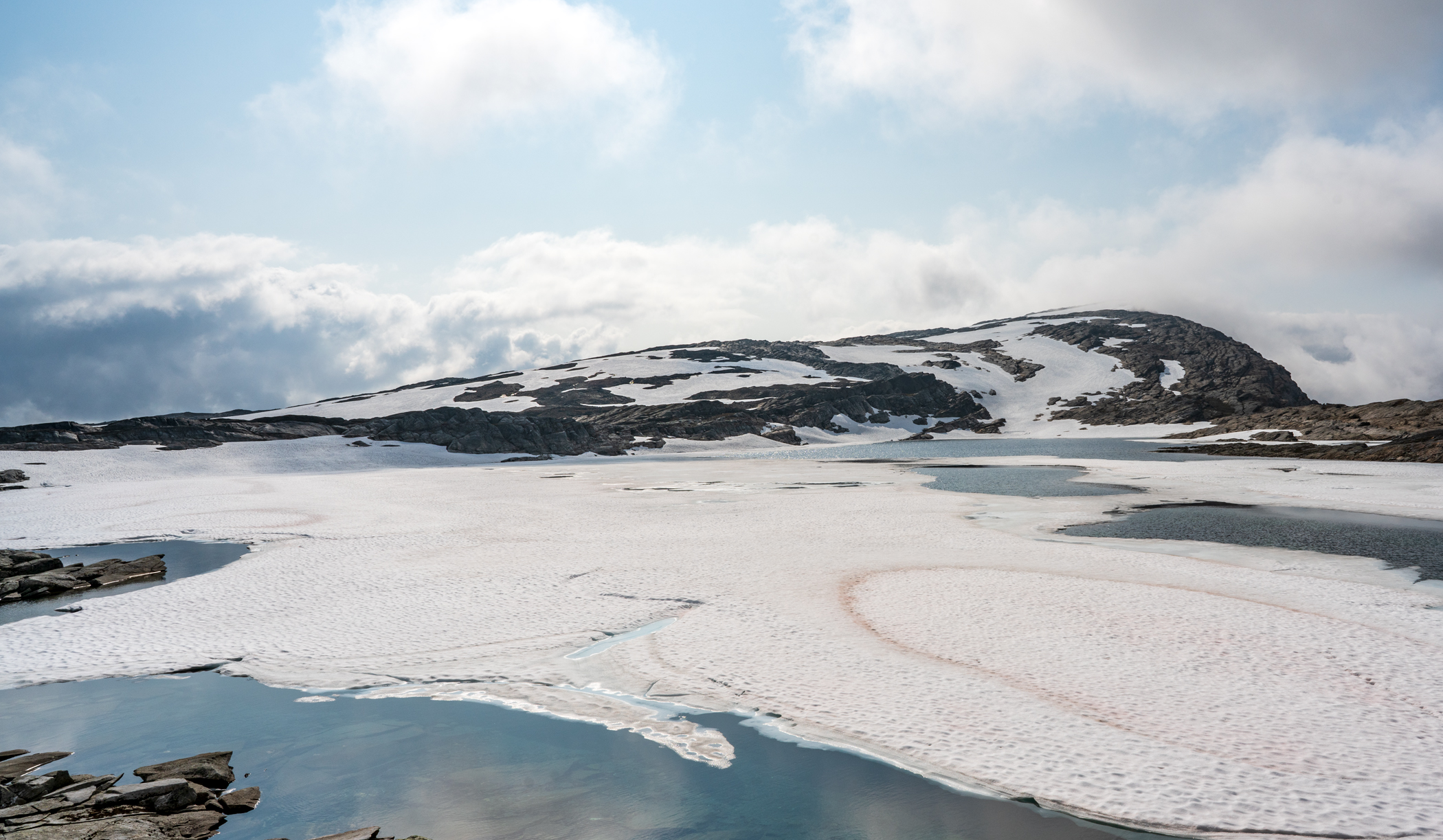
Östra sidan av Ráhkotjåhkkå och sjö 1056.
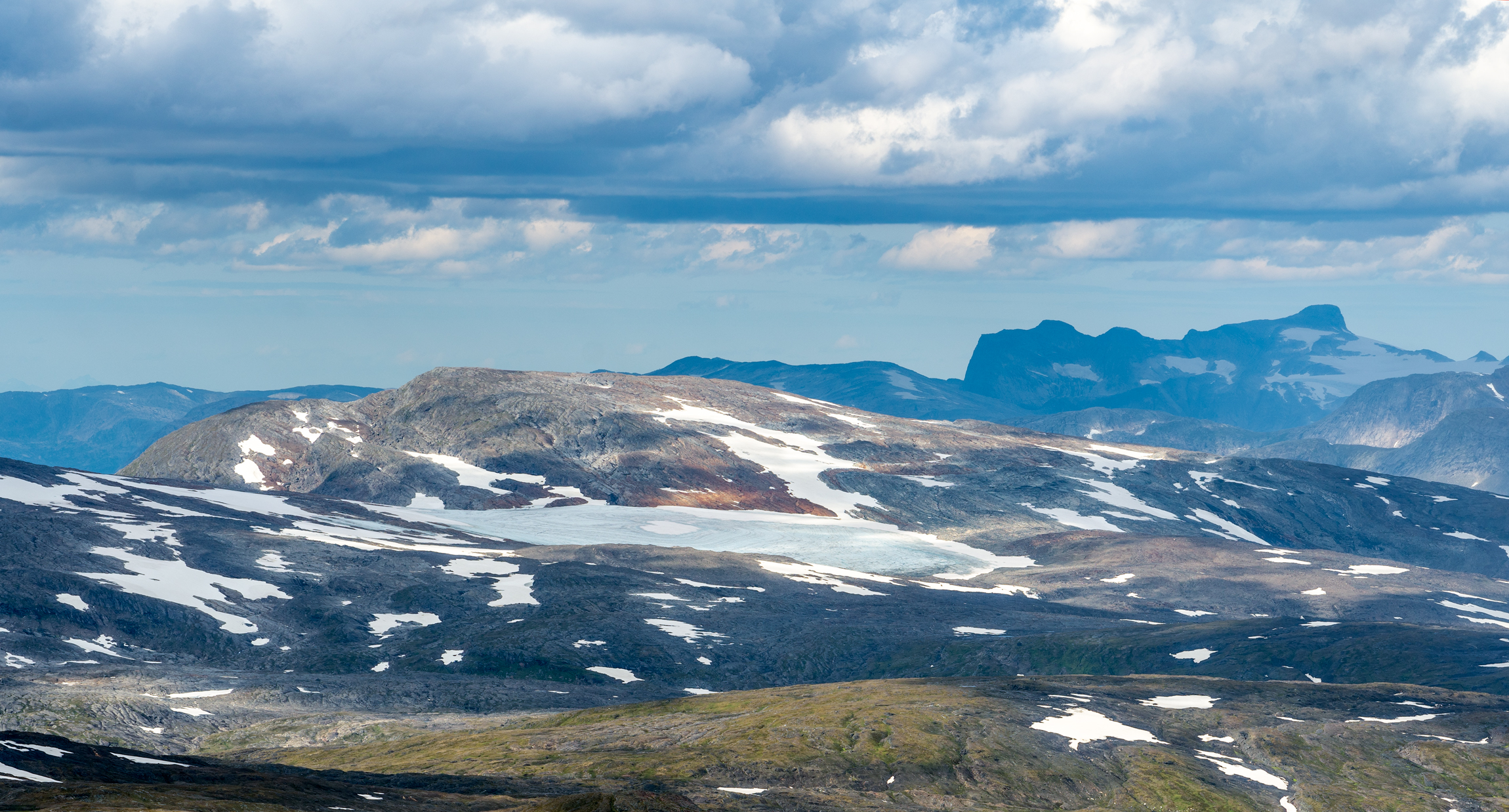
Ráhkotjåhkkå och Rágojiegŋa - vy från berget 1462.
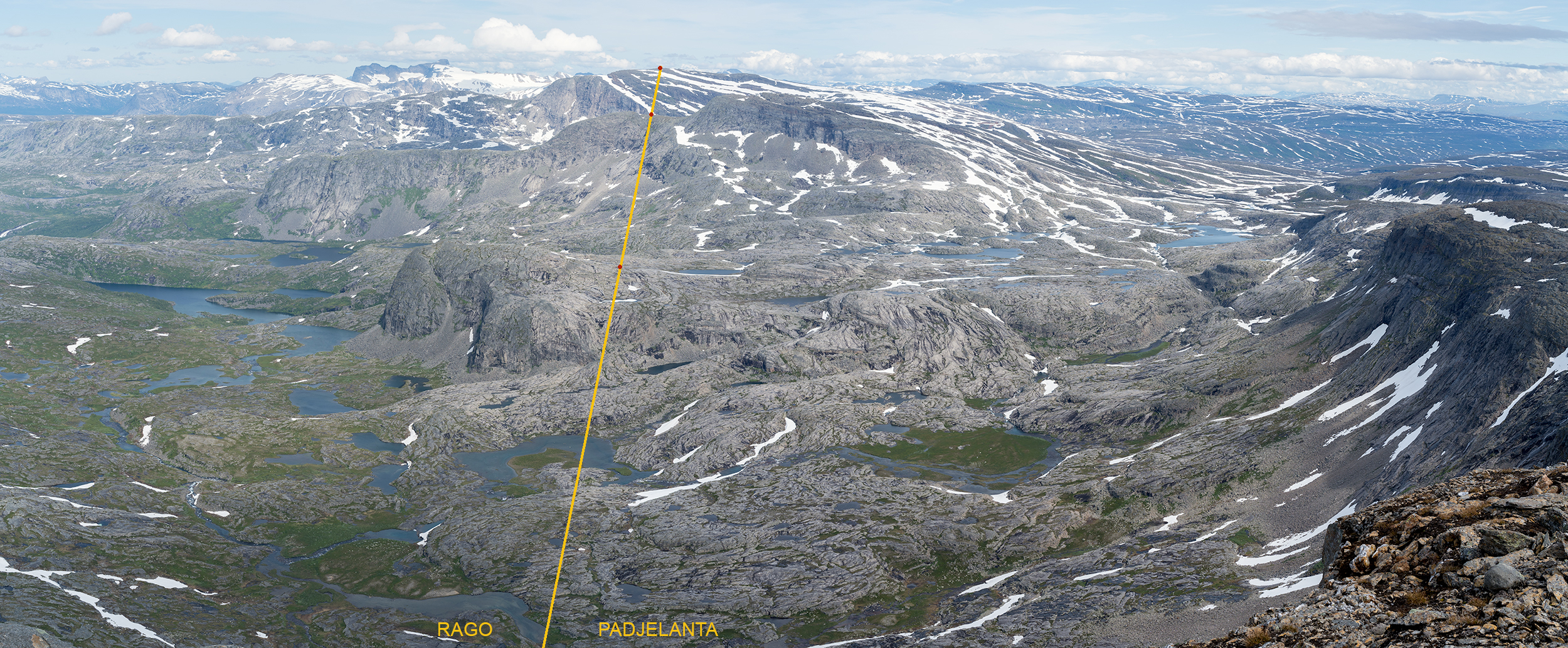
Vy mot norr från Ráhkotjåhkkå. Riksgränsen markerad med gul linje där de röda prickarna anger riksrösenas lägen.